# Бријешће
Бријешће (до 1991. године Брешће) је насељено место у саставу града Осијека, у Осјечко-барањској жупанији, Република Хрватска.

## Историја
До територијалне реорганизације у Хрватској насеље се налазило у саставу бивше велике општине Осијек.

## Становништво
На попису становништва 2011. године, Бријешће је имало 1.318 становника.
По попису из 2001. године село је имало 1.382 становника.
| Националност       | 1991.        | 1981.        | 1971.        | 1961.        |
| Срби               | 444 (46,58%) | 501 (39,88%) | 489 (59,27%) | 398 (56,29%) |
| Хрвати             | 380 (39,87%) | 481 (38,29%) | 285 (34,54%) | 288 (40,73%) |
| Југословени        | 42 (4,40%)   | 217 (17,27%) | 39 (4,72%)   | 4 (0,56%)    |
| остали и непознато | 87 (9,12%)   | 57 (4,53%)   | 12 (1,45%)   | 17 (2,40%)   |
| Укупно             | 953          | 1.256        | 825          | 707          |

- напомене:

До 1991. исказује се под именом Брешће. Исказује се од 1890. као део насеља, а од 1931. као насеље. У 1869. део података садржан је у насељу Чепин, општина Чепин. Подаци за 1880. односе се на припадајуће делове насеља. У 1991. смањено за део подручја насеља који је припојен насељу Осијек. До 1961. садржи део података за насеље Осијек.

## Попис 1991.
На попису становништва 1991. године, насељено место Брешће је имало 953 становника, следећег националног састава:
| Попис 1991.‍  | Попис 1991.‍  | Попис 1991.‍ | Попис 1991.‍ | Попис 1991.‍ |
| ------------ | ------------ | ----------- | ----------- | ----------- |
|              |              |             |             |             |
| Срби         | Срби         |             | 444         | 46,58%      |
| Хрвати       | Хрвати       |             | 380         | 39,87%      |
| Југословени  | Југословени  |             | 42          | 4,40%       |
| Мађари       | Мађари       |             | 5           | 0,52%       |
| Грци         | Грци         |             | 3           | 0,31%       |
| Словаци      | Словаци      |             | 2           | 0,20%       |
| Немци        | Немци        |             | 1           | 0,10%       |
| Русини       | Русини       |             | 1           | 0,10%       |
| неопредељени | неопредељени |             | 37          | 3,88%       |
| регион. опр. | регион. опр. |             | 1           | 0,10%       |
| непознато    | непознато    |             | 37          | 3,88%       |
| укупно: 953  |              |             |             |             |